# Eugene Wigner
Eugene Paul Wigner (mađ. Wigner Jenő Pál; Budimpešta, 17. studenog 1902. – Princeton, New Jersey, 1. siječnja 1995.) bio je američki fizičar i matematičar, mađarskog porijekla. Najpoznatiji je po teoriji simetrije u kvantnoj mehanici, kao i po istraživanju građe atomskoj jezgra, kao i po nekoliko matematičkih poučaka. Prvi je pronašao trovanje ksenonom-135, koji nastaje u nuklearnim reaktorima. Dobitnik je Nobelove nagrade za fiziku 1963., koju su dijelili Maria Goeppert-Mayer, J. Hans D. Jensen i on, "za doprinose teoriji atomske jezgre i elementarnih čestica, osobito kroz otkriće i primjenu osnovnih principa simetrije".

## Životopis
Eugene Wigner je rođen u Austro-Ugarskoj monarhiji, a roditelji su mu bili Židovi. Kad je imao 11 godina, razbolio se vjerojatno od sušice ili tuberkuloze, pa su ga roditelji poslali šest tjedana u lječilište, u austrijske planine. U to vrijeme liječenja, Eugene Wigner je iznenada pokazao interes za rješavanje složenih matematičkih problema.
Od 1915. do 1919 polazio je gimnaziju u Budimpešti, zajedno s Johnom von Neumannom, gdje su obojica išli na dodatne sate iz matematike. 1919. u Mađarskoj je na vlasti bio komunistički režim Béle Kuna, pa se Eugene Wigner preselio s obitelji u Austriju, a u međuvremenu su promjenili vjeru u luteranizam. Nakon pada Béle Kuna, vraćaju se nazad u Mađarsku.
Od 1921. Eugene Wigner je studirao za inženjera kemije u Berlinu. Svake srijede prisustvovao je sastancima Njemačkog društva fizičara, a tamo su bili i vrlo poznata imena u fizici, kao Max Planck, Max von Laue, Rudolf Ladenburg, Werner Heisenberg, Walther Nernst, Wolfgang Pauli i Albert Einstein. Eugene Wigner se posebno sprijateljio s Leóm Szilárdom i Michaelom Polanyiem, s kojima je postao najbolji prijatelj. U to vrijeme izuzetno se zainteresirao za kvantnu mehaniku.
Krajem 1920-tih, pomagao je velikom matematičaru Davidu Hilbertu, ali to je bilo veliko razočaranje za njega. Ipak, 1927. je postavio teoriju simetrije u kvantnoj mehanici, uvođenjem Wignerove D-matrice. Od 1931. radi na teoriji grupa u kvantnoj mehanici, a kasnije je nastavio na proučavanju atomske jezgre. Razvio je i teoriju nuklearne reakcije, poznatu kao Wigner–Eckartov poučak.
Od 1930. se seli u SAD na Univerzitet Princeton, budući su nacionalsocijalisti već dolazili na vlast u Njemačkoj. 1934. je upoznao Paula Diraca, koji se kasnije i oženio njegovom sestrom Manci. 1936. se seli u Wisconsin, gdje upoznaje svoju prvu ženu Ameliu Frank, koja na žalost umire sljedeće godine, što je Eugenea izuzetno pogodilo. Od 1937. postaje građanin SAD. Iako se nije bavio politikom i bio je pacifist po uvjerenju, bio je jedan od glavnih zagovornika projekta Manhattan, za vrijeme kojeg su nastale prve atomske bombe, a dvije su bačene na Japan 1945. 
1942. sudjeluje u gradnji prvog nuklearnog reaktora u Chicagu, gdje je ostvarena prva nuklearna lančana reakcija.
1941. se oženio sa svojom drugom ženom Mary Annette Wheeler, koja je bila profesor fizike, a završila je studij na Sveučilištu Yale. Ostali su zajedno do 1977., i imali su dvoje djece. Eugene Wigner je bio poznat po svojoj uljudnosti. 1963. je dijelio Nobelovu nagrade za fiziku, a u to vrijeme se sve više bavi filozofijom. Oženio se i treći put s Eileen Wigner. Treba napomenuti i sljedeći doprinos nauci s Wigner-Seitzovom ćelijom, a to je geometrijska konstrukcija koja se koristi u opisu kristalne rešetke u fizici čvrstoga stanja